# Tetramesa tobiasi
Tetramesa tobiasi är en stekelart som beskrevs av Zerova 2004. Tetramesa tobiasi ingår i släktet Tetramesa och familjen kragglanssteklar.
Artens utbredningsområde är Kazakstan. Inga underarter finns listade i Catalogue of Life.